# Macropanesthia rhinoceros
Macropanesthia rhinoceros is een ongevleugelde kakkerlak uit de familie Blaberidae. De soort is endemisch in het noordoosten van Australië en komt er voornamelijk voor in de tropische bossen van Queensland.

## Kenmerken
De soort is met zijn maximaal gewicht van 35 gram de zwaarste kakkerlak ter wereld. Met zijn maximale lengte van 80 millimeter is hij  echter kleiner dan het 10 centimeter grote vrouwtje van de reuzengrottenkakkerlak (Blaberus giganteus).

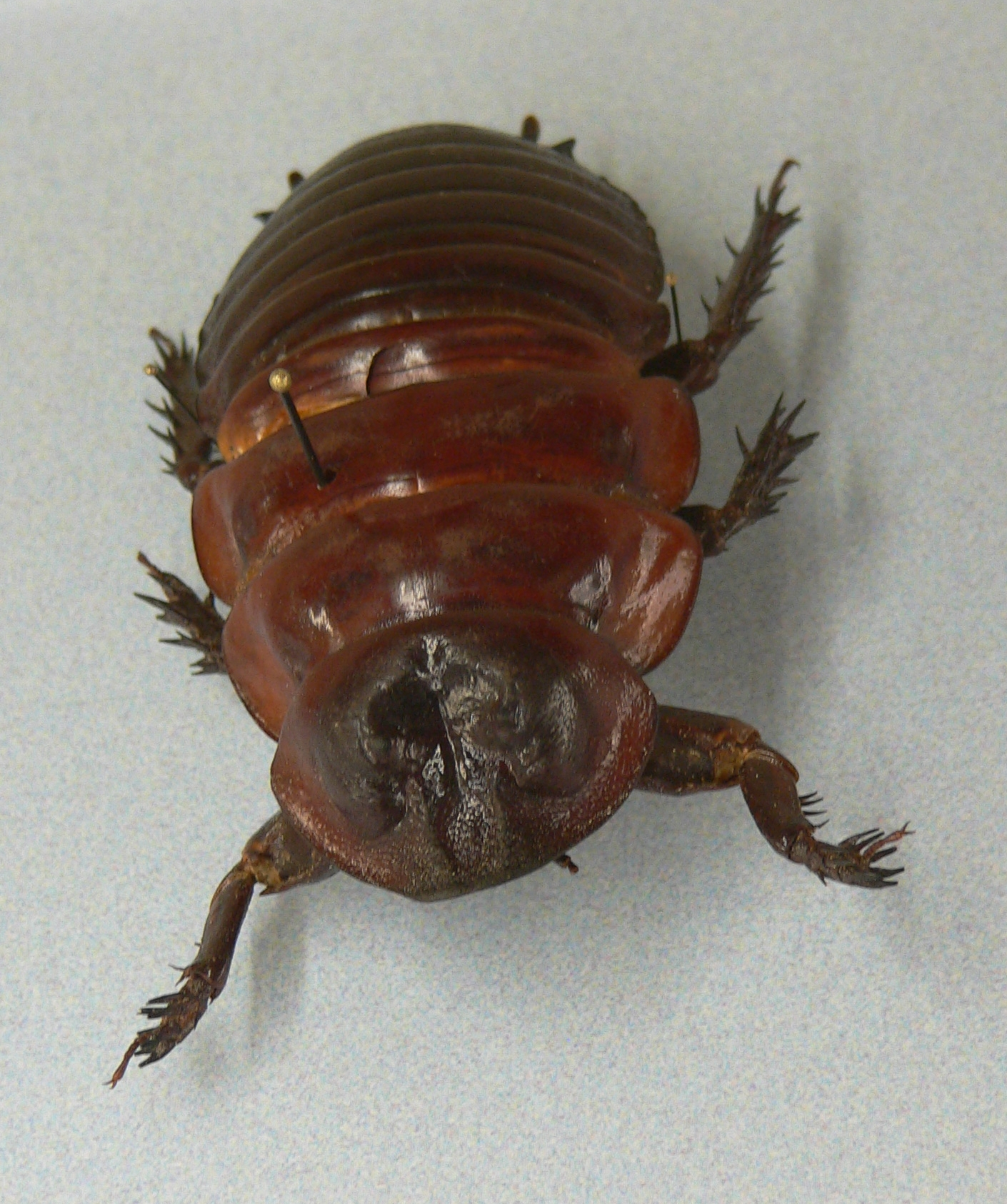
Bovenaanzicht van een museumexemplaar

Volwassen mannetjes zijn van vrouwtjes te onderscheiden door een grotere en meer geprononceerde uitstulping op het pronotum (rugschild) boven de kop. De voorpoten bevatten brede, mollachtige klauwen, die de kakkerlak gebruikt om tunnels te graven.

## Gedrag en levenswijze
De kakkerlak is een nachtactief dier. In tegenstelling tot veel andere kakkerlakken komt Macropanesthia rhinoceros zelden voor in bebouwde omgevingen. Hij voedt zich voornamelijk met boombast, dode bladeren (met name die van eucalyptusbomen) en ander organisch afval. De kakkerlak speelt zo een belangrijke sleutelrol in het ecosysteem van zijn leefomgeving. In Australië wordt hij ook wel litter bug genoemd, dat vrij vertaald 'afvalkever' betekent.
De Engelse naam giant burrowing cockroach ('grote gravende kakkerlak') dankt de kakkerlak aan zijn gewoonte om tunnels van ongeveer een meter diep te graven, die gebruikt worden als woning en broedplaats. Tijdens het droge seizoen tussen mei en november blijft de kakkerlak in de tunnel, waar hij leeft van voedsel dat hij hier heeft opgeslagen.
Wanneer de kakkerlak verstoord wordt, trekt hij zijn achterlijf samen en stuwt lucht door de tracheeën. Dit veroorzaakt een sissend geluid, die de kakkerlak ook gebruikt tijdens het paren en in conflictsituaties. Rivaliserende mannetjes vechten door op elkaar in te beuken met de schepvormige uitstulping boven hun kop.

## Voortplanting en ontwikkeling
Macropanesthia rhinoceros is eierlevendbarendheid en een worp bestaat uit gemiddeld twintig nimfen. Het vrouwtje heeft een speciale broedbuidel in haar lichaam, waar de nimfen in drie maanden tot ontwikkeling komen. Ze verlaten de broedbuidel aan het einde van het droge seizoen en blijven nog vijf maanden in de nesttunnel, waar ze worden gevoed met bladeren en ander afval. Daarna verlaten ze het nest en graven ze een eigen tunnel.
Na drie tot vier jaar is Macropanesthia rhinoceros volwassen. Hij vervelt twaalf of dertien keer voor de uiteindelijke grootte wordt bereikt. Net na de vervelling is hij met uitzondering van de ogen geheel wit. De soort kan een leeftijd bereiken van tien jaar.